# Львів-2 (футбольний клуб)
Футбольний клуб «Львів-2» — український футбольний клуб з міста Львова. Виступав у другій лізі чемпіонату України 2009/10. Професіональний статус з 2009 року. Фарм-клуб ФК «Львів».